# غييرمو غونزاليس (فلكي)
غييرمو غونزاليس (بالإنجليزية:Guillermo Gonzalez) (من مواليد 1963 في هافانا، كوبا) هو عالم فيزياء فلكية، ومن دعاة التصميم الذكي، وأستاذ مساعد في جامعة بول ستايت، وهي جامعة بحثية عامة، في مونسي بولاية انديانا. وهو زميل بارز في مركز العلوم والثقافة التابع لمعهد دسكفري، الذي يعتبر مركزا لحركة التصميم الذكي. حصل على البكلوريوس في عام 1987 في الفيزياء وعلم الفلك من جامعة أريزونا وله دكتوراه في علم الفلك من جامعة واشنطن في عام 1993، وقام بعمل ما بعد الدكتوراه في جامعة تكساس، أوستن، وجامعة واشنطن. وقد حصل على زمالات ومنح وجوائز من وكالة ناسا، وجامعة واشنطن، سيجما كاي، ومؤسسة العلوم الوطنية الأمريكية.
وشارك بتأيف كتاب الكوكب المميز.